# 達娜·泰瑞斯
達娜·泰瑞斯（英語：Dana Terrace，1990年12月8日—），美國女性動畫師、作家、導演。她是迪士尼頻道電視動畫《奇幻貓頭鷹小屋》的創作者，其他參與過的主要作品包括《神秘小鎮大冒險》及《新唐老鴨俱樂部》。

## 個人生活
達娜·泰瑞斯於2015年起與同為動畫師，《神秘小鎮大冒險》的創作者亞歷克斯·赫希交往 。2017年起泰瑞斯公開自己為雙性戀者，後來並藉鑑她的經歷創造了《奇幻貓頭鷹小屋》的雙性戀主角—14歲女孩露絲·諾西達（Luz Noceda），泰瑞斯多次提到她從自己身上獲取了創作露絲的靈感。由於迪士尼頻道一直被認為在LGBTQ+議題上過於保守，因此《奇幻貓頭鷹小屋》的創作被視為重大的里程碑。

## 外部連結
- 達娜·泰瑞斯在互联网电影资料库（IMDb）上的資料（英文）
- 達娜·泰瑞斯的X（前Twitter）
- 達娜·泰瑞斯的Instagram帳戶